# Parkchester (métro de New York)
Parkchester  est une station aérienne express du métro de New York située dans le quartier de Parkchester, dans le Bronx. Elle est située sur l'une des lignes (au sens de tronçons du réseau) les plus fréquentées, l'IRT Lexington Avenue Line (métros verts) issue du réseau de l'ancienne Interborough Rapid Transit Company (IRT). Sur la base des chiffres 2012, la station était la 94e plus fréquentée du réseau.
Au total, deux services y circulent, mais à des horaires différents :
- la desserte <6> y passe en semaine entre 06h30 et 20h45 dans la direction la plus encombrée ;
- les métros 6 y transitent le reste du temps.